# 董鈜
董鈜（1484年—？），字仲宣，號小溪，南直隸寧國府涇縣人，軍籍，明朝政治人物。

## 生平
嘉靖元年（1522年）壬午科應天鄉試第一百十八名舉人，二年（1523年）中式癸未科會試第三百六十三名，三甲第一百二十五名進士。授桐鄉縣知縣，升刑部主事，卒於官。

## 家族
曾祖董元亮；祖父董志道，贈知府；伯父董綱、董傑；父董倬，義官。母陳氏。永感下。兄董銳、董鏆、董鍊、董銀，弟董鑜、董鎔、董釴、董鎡。